# Labena zerita
Labena zerita là một loài tò vò trong họ Ichneumonidae.